# Piławki
Piławki (deutsch Pillauken) ist ein Ort in der polnischen Woiwodschaft Ermland-Masuren. Er gehört zur Gmina Miłomłyn (Stadt-und-Land-Gemeinde Liebemühl) im Powiat Ostródzki (Kreis Osterode in Ostpreußen).

## Geographische Lage
Piławki liegt n nördlich des Drewenzsees (polnisch Jezioro Drwęckie) im Westen der Woiwodschaft Ermland-Masuren, acht Kilometer nordwestlich der Kreisstadt Ostróda (deutsch Osterode in Ostpreußen). Die Schnellstraße 7 überquert auf einer Brücke den Ort.

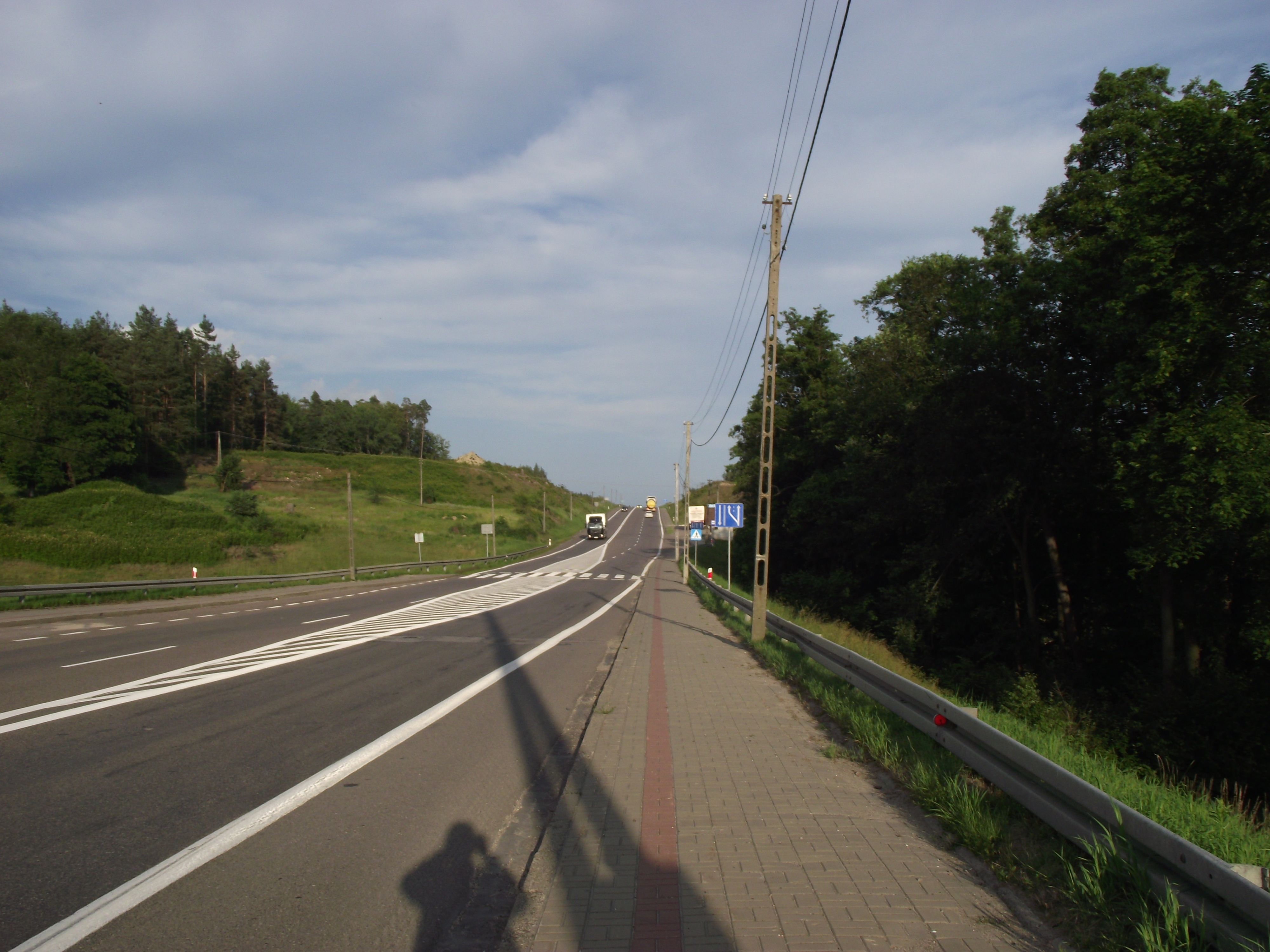
Die Schnellstraße 7 bei Piławki

## Geschichte
Das einstige Pillauken bestand aus einer Kolonie und einem Forsthaus. War die Kolonie bis 1945 der Stadtgemeinde Osterode in Ostpreußen (polnisch Ostróda) zugeordnet, so kam Pillauken, Forst im Jahre 1874 zum Amtsbezirk Bieberswalde (polnisch Liwa) im Kreis Osterode in Ostpreußen. Vor 1908 wurde Pillauken, Forst in den Gutsbezirk Prinzwald (polnisch Barcinek) und am 3. November 1908 – inzwischen der  Taberbrücker Heide, Forst zugeordnet – in den neu errichteten Amtsbezirk Prinzwald eingegliedert.
Als 1945 in Kriegsfolge das gesamte südliche Ostpreußen an Polen überstellt wurde, war auch Pillauken davon betroffen. Der Ort erhielt die polnische Namensform „Piławki“ und ist heute eine Ortschaft innerhalb der Stadt-und-Land-Gemeinde Miłomłyn (Liebemühl) im Powiat Ostródzki (Kreis Osterode in Ostpreußen), bis 1998 der Woiwodschaft Olsztyn, seither der Woiwodschaft Ermland-Masuren zugeordnet.

## Kirche
Bis 1945 war Pillauken, Forst in die evangelische Pfarrkirche Liebemühl, die Kolonie Pillauken in die Kirche Osterode i. Ostpr., beide der Kirchenprovinz Ostpreußen der Kirche der Altpreußischen Union zugehörig, eingegliedert. Pillauken war außerdem der römisch-katholischen Kirche Liebemühl bzw. Osterode zugeordnet.
Heute gehört Piławki evangelischerseits zu Ostróda, katholischerseits zur Pfarrei St. Bartholomäus Miłomłyn im Bistum Elbląg (Elbing).

## Verkehr

### Straße
Piławki ist sowohl von Ostróda als auch von Miłomłyn auf einer Nebenstraße zu erreichen, die bei einer Umfahrung auch die Orte Faltyjanki (Faltianken) und Bagieńsko (Baginsken, 1938 bis 1945 Bürgersee) erreicht.

### Schiene
Piłwaki verfügt über keine Bahnanbindung mehr. Seit 1926 war der Ort Bahnstation an der Bahnstrecke Ostróda–Morąg (deutsch Osterode–Mohrungen), auf der zwischen Liebemühl und Osterode auch Züge von Elbląg (Elbing) bis nach Osterode verkehrten. Die Bahnstrecke ist seit 1993 für den Personenverkehr geschlossen, danach auch für den Güterverkehr, und wurde nach 2006 demontiert.